# Пресс-секретариат Армии обороны Израиля
Пресс-секретариат Армии обороны Израиля (ивр. דובר צה"ל‎, Дове́р Ца́халь; аббр. ивр. דו"ץ‎, Доц) — структурное подразделение Армии обороны Израиля, отвечающее за информационную политику армии и отношения армии со СМИ. Находится в составе Оперативного управления Генерального штаба армии в качестве отдела (ивр. חטיבה‎) управления. Руководителем подразделения является офицер в звании бригадного генерала (тат-алуф) и называемый «пресс-секретарь Армии обороны Израиля», входящий в члены форума Генштаба армии. Отдел отвечает за публикацию официальных объявлений армии и взаимодействие военнослужащих со средствами массовой информации (пресса, радио, телевидение, интернет и т. п.).
С марта 2025 года главой пресс-службы является бригадный генерал Эфи Дефрин.

## История
Подразделение начало своё существование как «Подразделение по связям с прессой», созданное Катриэлем Кацем, ранее служившим пресс-секретарём Хаганы. До окончания Войны Судного Дня пресс-секретариат армии подчинялся главе Управления разведки Генштаба. После Войны Судного Дня подразделение поступило в непосредственное подчинение начальнику Генштаба армии, а главе подразделения стало присваиваться звание бригадного генерала, и он вошёл в состав форума Генштаба. С 1999 года пресс-секретариат стал отделом Оперативного управления Генштаба. а глава подразделения был подчинён главе Оперативного управления, за исключением вопросов, по которым пресс-секретариат подчиняется непосредственно начальнику Генштаба.

## Структура
Пресс-секретариат Армии обороны Израиля состоит из нескольких отделений (ивр. ענף‎), подчиненных пресс-секретарю армии:
- Отделение по работе с израильскими СМИ
- Отделение по работе с международными СМИ
- Отделение по работе с арабскими СМИ
- Полевой штаб
- Отделение стратегии и операций (в подчинении отделению находится также Военная школа СМИ)
- Отделение медиа-продукции
- Отделение кадров

## Подготовка специалистов
Курсы пресс-секретарей для пресс-секретариата Армии обороны Израиля проводится в Военной школе СМИ на 7-й учебной базе и длится 6-9 недель. Тесты проверяют общие знания, умение выражать свои мысли в письменной и устной форме, справляться со стрессовыми ситуациями. Три этапа отбора включают в себя проверку знаний по общеобразовательным предметам, симуляцию (моделирование) и собеседование, которое проводится офицерами подразделения и сторонними психологами.

## Список пресс-секретарей Армии обороны Израиля
| Пресс-секретарь  | Звание                       | Период      | Комментарии                                                                                     |
| Моше Перельман   | Бригадный генерал (Тат-алуф) | 1948 — 1952 | Также назывался «Директор Бюро иностранной прессы»                                              |
| Аминадав Пери    | Подполковник (Сган-алуф)     | 1952 — 1953 |                                                                                                 |
| Нахман Карни     | Полковник (Алуф-мишне)       | 1953 — 1955 |                                                                                                 |
| Нехемья Брош     | Полковник (Алуф-мишне)       | 1955 — 1957 |                                                                                                 |
| Шауль Рамати     | Подполковник (Сган-алуф)     | 1957 — 1959 |                                                                                                 |
| Дов Синай        | Подполковник (Сган-алуф)     | 1959 — 1963 |                                                                                                 |
| Арье Шалев       | Бригадный генерал (Тат-алуф) | 1963 — 1967 |                                                                                                 |
| Рафаэль Эфрат    | Полковник (Алуф-мишне)       | 1967 — 1969 |                                                                                                 |
| Йосеф Калев      | Полковник (Алуф-мишне)       | 1970 — 1972 |                                                                                                 |
| Пинхас Лахав     | Бригадный генерал (Тат-алуф) | 1972 — 1974 |                                                                                                 |
| Эфраим Поран     | Бригадный генерал (Тат-алуф) | 1974 — 1975 | В дальнейшем военный секретарь премьер-министра                                                 |
| Дов Сион         | Бригадный генерал (Тат-алуф) | 1975 — 1976 |                                                                                                 |
| Йоэль Бен-Порат  | Бригадный генерал (Тат-алуф) | 1976 — 1977 |                                                                                                 |
| Ицхак Голан      | Полковник (Алуф-мишне)       | 1977 — 1979 |                                                                                                 |
| Яаков Эвен       | Бригадный генерал (Тат-алуф) | 1979 — 1984 |                                                                                                 |
| Эфраим Лапид     | Бригадный генерал (Тат-алуф) | 1984 — 1989 |                                                                                                 |
| Нахман Шай       | Бригадный генерал (Тат-алуф) | 1989 — 1991 | В дальнейшем стал членом Кнессета от партий «Кадима» и «Авода»                                  |
| Илан Таль        | Бригадный генерал (Тат-алуф) | 1991 — 1994 |                                                                                                 |
| Амос Гилад       | Бригадный генерал (Тат-алуф) | 1994 — 1996 | В дальнейшем генерал-майор, Координатор действий правительства на Территориях                   |
| Одед Бен-Ами     | Бригадный генерал (Тат-алуф) | 1996 — 2000 |                                                                                                 |
| Рон Катри        | Бригадный генерал (Тат-алуф) | 2000 — 2002 |                                                                                                 |
| Рут Ярон         | Бригадный генерал (Тат-алуф) | 2002 — 2005 |                                                                                                 |
| Мири Регев       | Бригадный генерал (Тат-алуф) | 2005 — 2007 | В дальнейшем депутат кнессета от партии «Ликуд», министр культуры и спорта и министр транспорта |
| Ави Бнаяху       | Бригадный генерал (Тат-алуф) | 2007 — 2011 |                                                                                                 |
| Йоав Мордехай    | Бригадный генерал (Тат-алуф) | 2011 — 2013 | В дальнейшем генерал-майор, Координатор действий правительства на Территориях                   |
| Моти Альмоз      | Бригадный генерал (Тат-алуф) | 2014 — 2017 | В дальнейшем генерал-майор, глава Управления кадров Генштаба армии                              |
| Ронен Манелис    | Бригадный генерал (Тат-алуф) | 2017 — 2019 |                                                                                                 |
| Хидай Зильберман | Бригадный генерал (Тат-алуф) | 2019 — 2021 |                                                                                                 |
| Ран Кохав        | Бригадный генерал (Тат-алуф) | 2021 — 2023 |                                                                                                 |
| Даниэль Хагари   | Бригадный генерал (Тат-алуф) | 2023 — 2025 |                                                                                                 |
| Эфи Дефрин       | Бригадный генерал (Тат-алуф) | с 2025      |                                                                                                 |